# Stilapex eburnea
Stilapex eburnea is een slakkensoort uit de familie van de Eulimidae. De wetenschappelijke naam van de soort is voor het eerst geldig gepubliceerd in 1909 door Schepman & Nierstrasz.